# Sponholz
Sponholz est une commune rurale allemande de l'arrondissement du Plateau des lacs mecklembourgeois (Mecklembourg-Poméranie-Occidentale) qui comptait 756 habitants au 31 décembre 2010.

## Géographie
Sponholz se trouve à quatre kilomètres à l'est de Neubrandenburg.

## Municipalité
Outre le village de Sponholz, la commune englobe les villages de Rühlow et Warlin et les hameaux de Bahnhof Sponholz, Andreashof, Ausbau, Sponholzer Mühle et Volkmannshof.

## Histoire
Le village de Sponholz a été mentionné pour la première fois en 1496. Comme tous les villages alentour, il est saccagé pendant la guerre de Trente Ans et l'église est endommagée. Vers 1795, Sponholz devient brièvement le siège d'un bailliage des domaines ducaux du Mecklembourg-Strelitz, mais il est supprimé ensuite par le duc Charles II.
Sponholz est relié en 1867 par le chemin de fer.
La commune actuelle est issue de la fusion, en 2004, des anciennes communes de Warlin (avec Rühlow) et de Sponholz.

## Architecture et tourisme
- Église à colombages de Sponholz
- Église de Warlin
- Église de Rühlow
- Château de Sponholz
- Manoir de Warlin
- Moulin de Sponholz

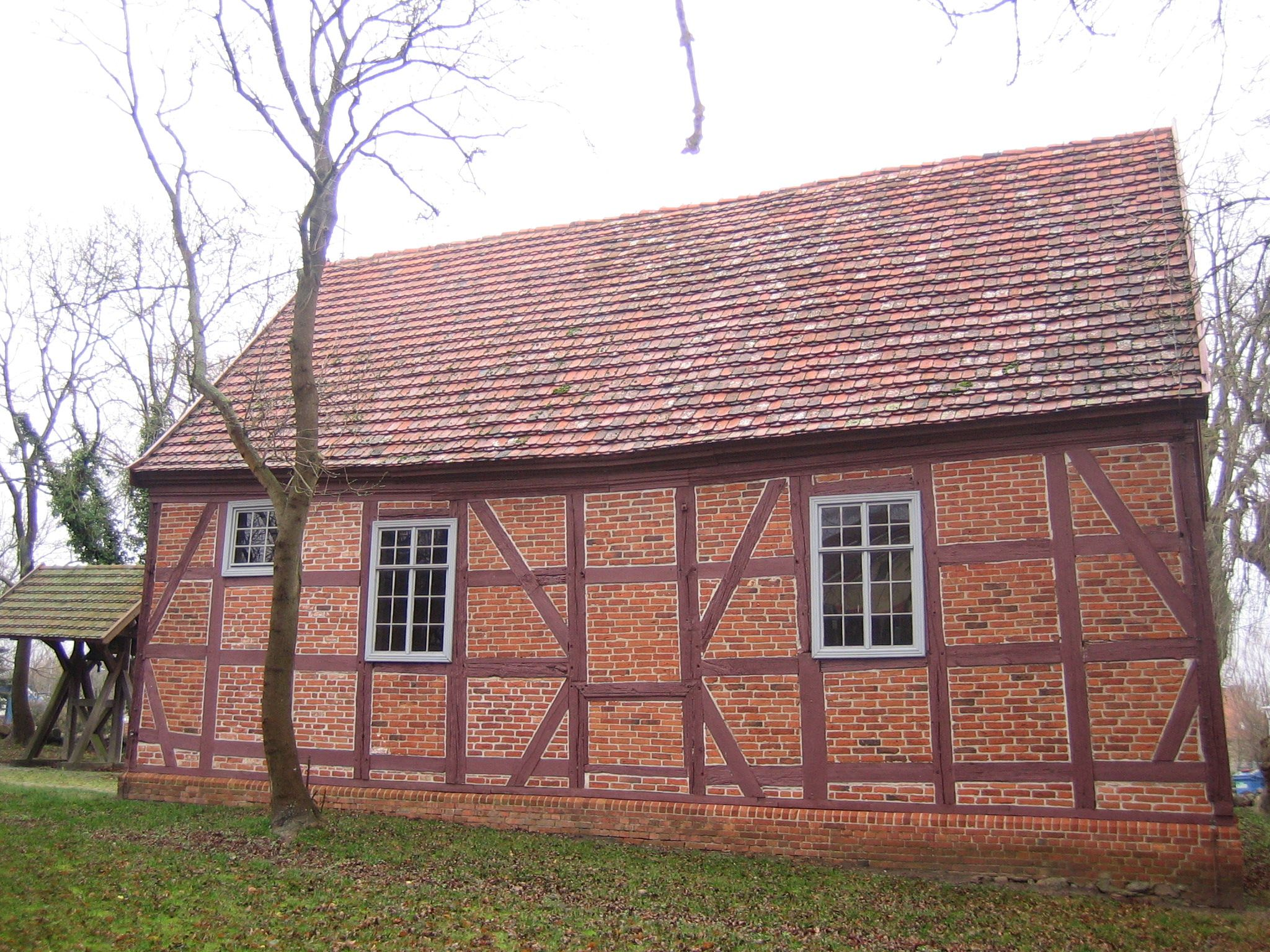
Vue de la petite église de Sponholz
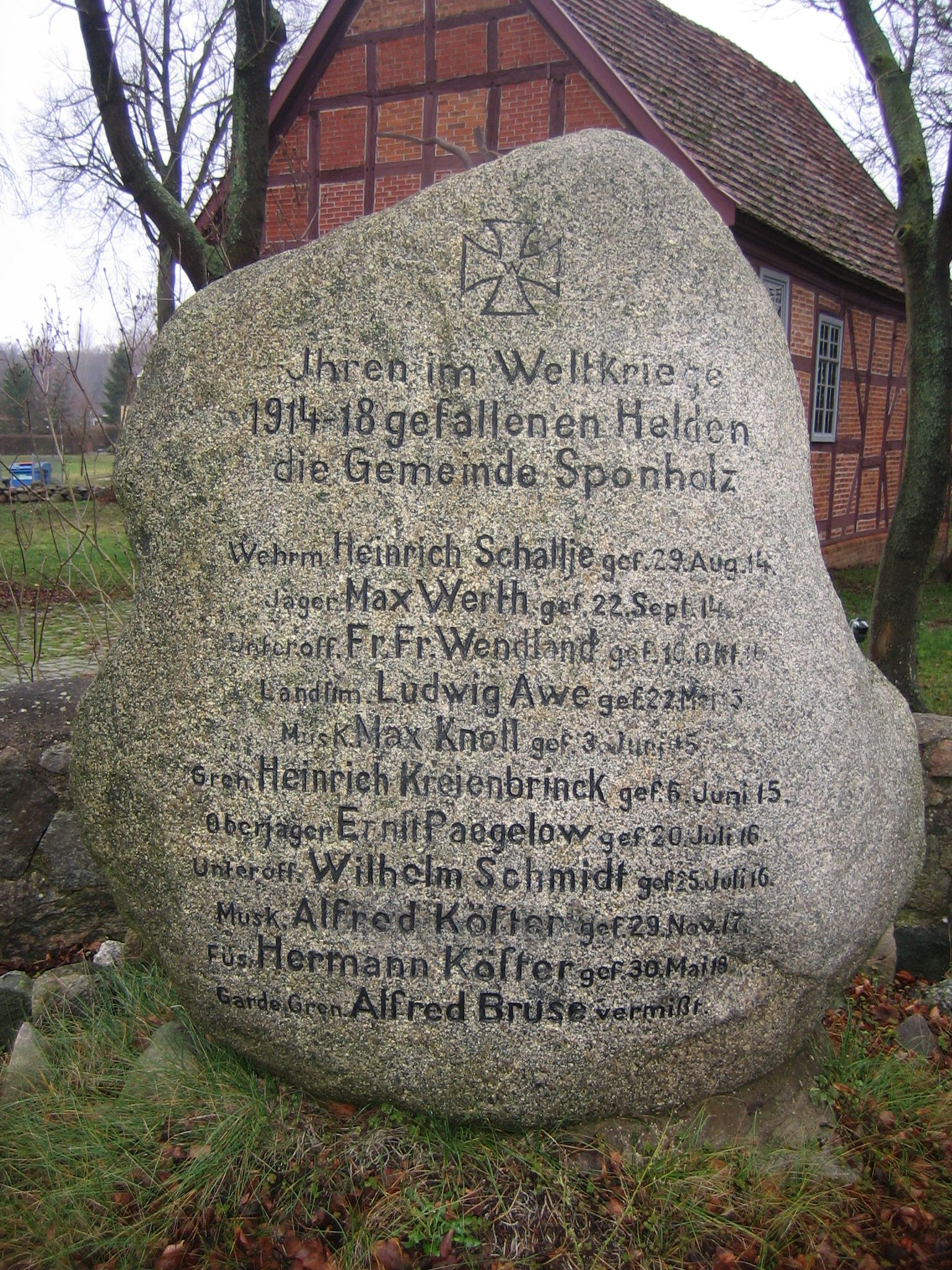
Monuments aux morts de la guerre de 1914-1918 à Sponholz
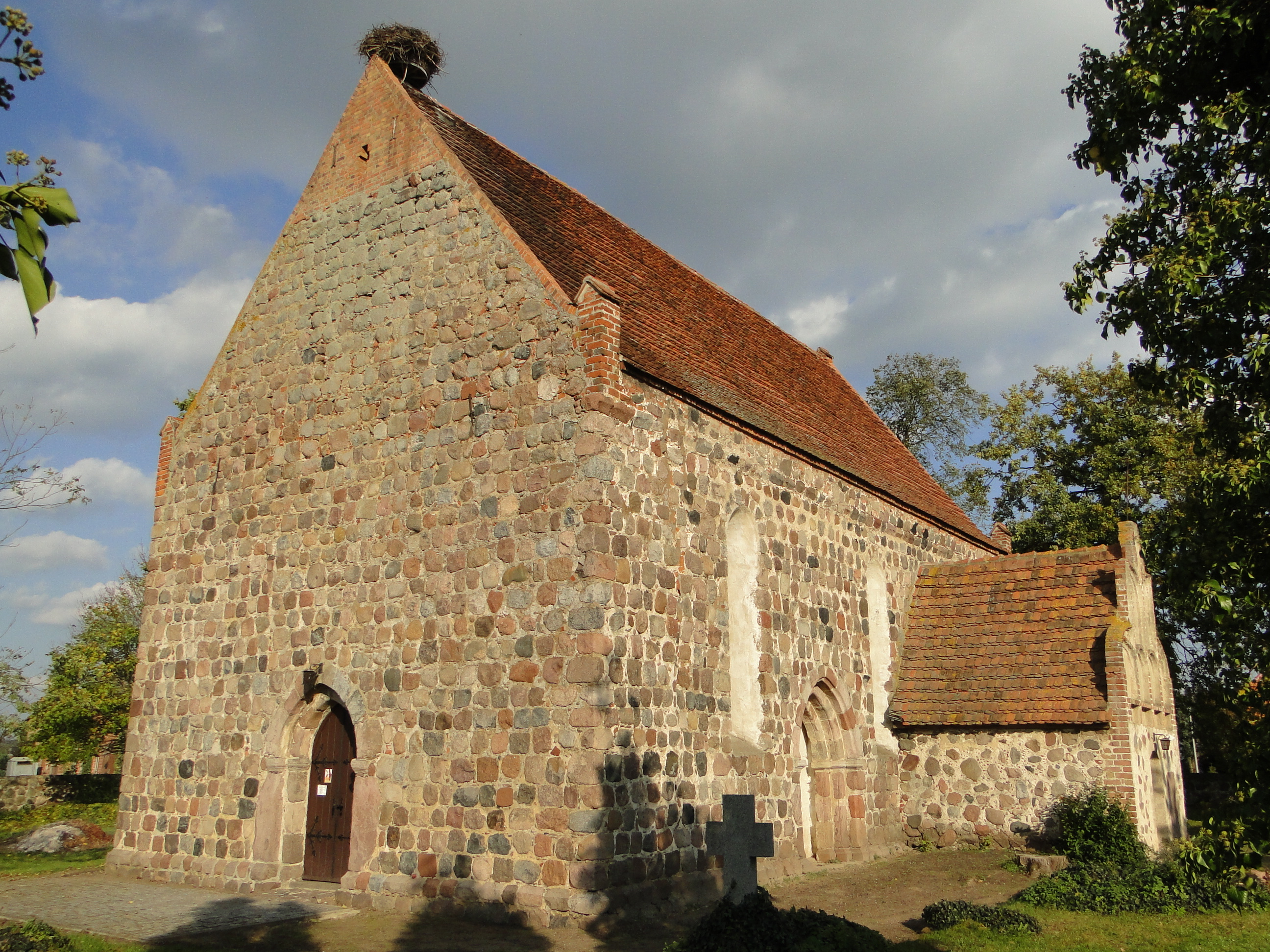
Vue de l'église de Warlin
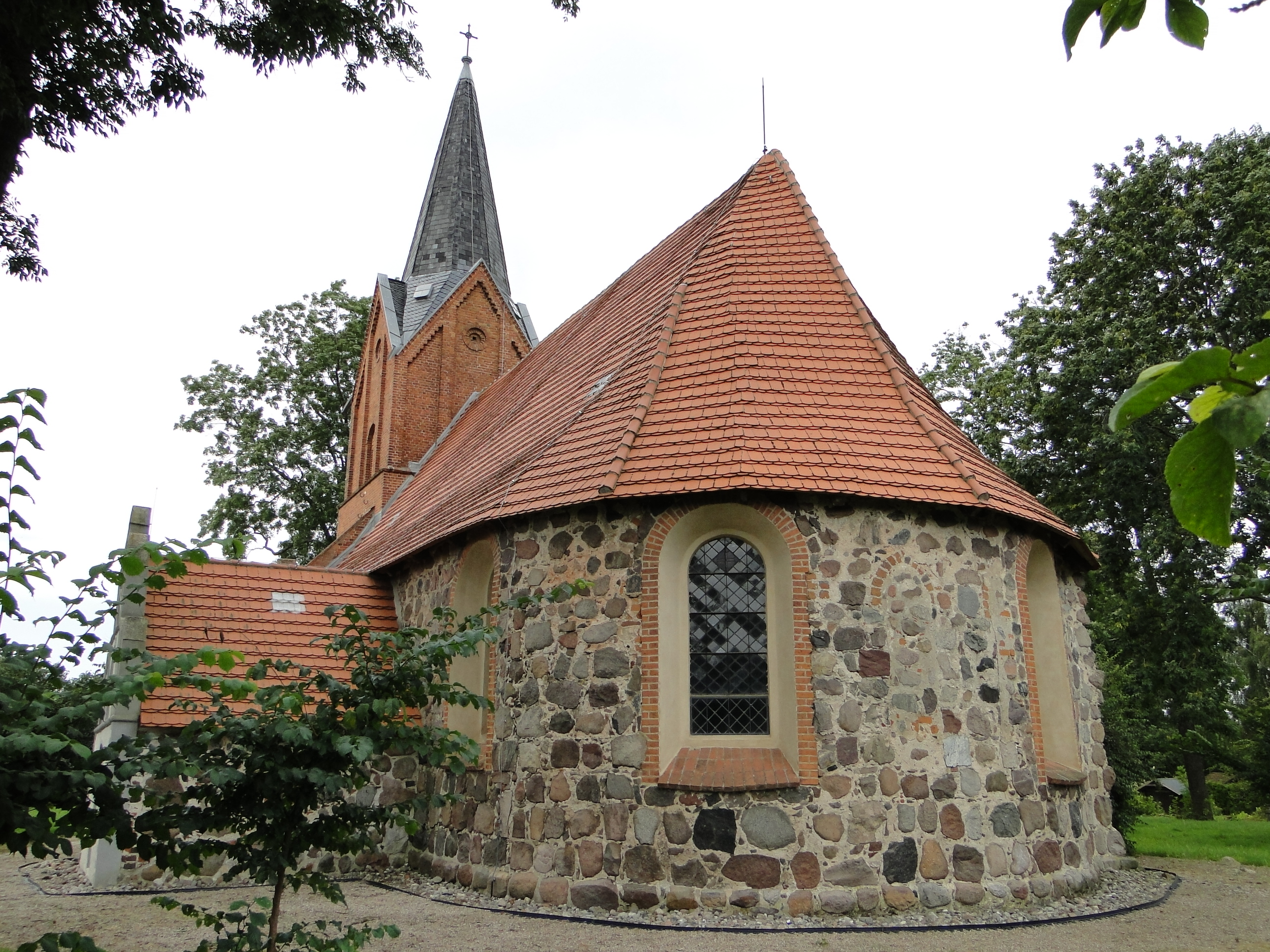
Vue de l'église de Rühlow